# 林義雄
林義雄（1941年8月24日—），臺灣政治人物、律師，出生於宜蘭縣五結鄉，自國立臺灣大學法律學系畢業後擔任律師。1976年承辦國民黨選舉舞弊官司後開始接觸政治，1977年進一步以無黨籍身分當選臺灣省議會議員，在1970年代的臺灣黨外運動中發揮極大影響力。1979年美麗島事件發生後遭到政府逮捕，隔年軍事審判期間遭遇林宅血案，母親和雙胞胎女兒遇害，長女林奐均重傷。林義雄最後被判處12年有期徒刑，出獄後前往美國取得哈佛大學碩士學位。回國後林義雄成立了慈林教育基金會以培養社會運動人士，並創立核四公投促進會長期關注核電廠問題。1996年參與民主進步黨黨內總統初選，但被彭明敏擊敗。1998年4月18日當選第一位由黨員直接選舉的民主進步黨主席。在其任內陳水扁在2000年當選中華民國總統，完成台灣首次政黨輪替。林義雄於同年4月20日辭去主席職位，轉而關注公眾議題，特別是核四公投和立委席次減半運動等。2004年時以禁食抗議方式促使陳水扁政府推動修憲案，進而讓立法委員席次減半。2006年時因堅持理念離開當時仍執政的民主進步黨。2014年時林義雄籌組成立新政團，成為公民組合的推動者之一。林義雄長期號召「核四公投，千里苦行」行動，在2014年時以禁食抗議的方式迫使馬英九政府宣布龍門核能發電廠停工，常在反核遊行時戴斗笠，因此又被鄉民稱為斗笠人。

## 早年

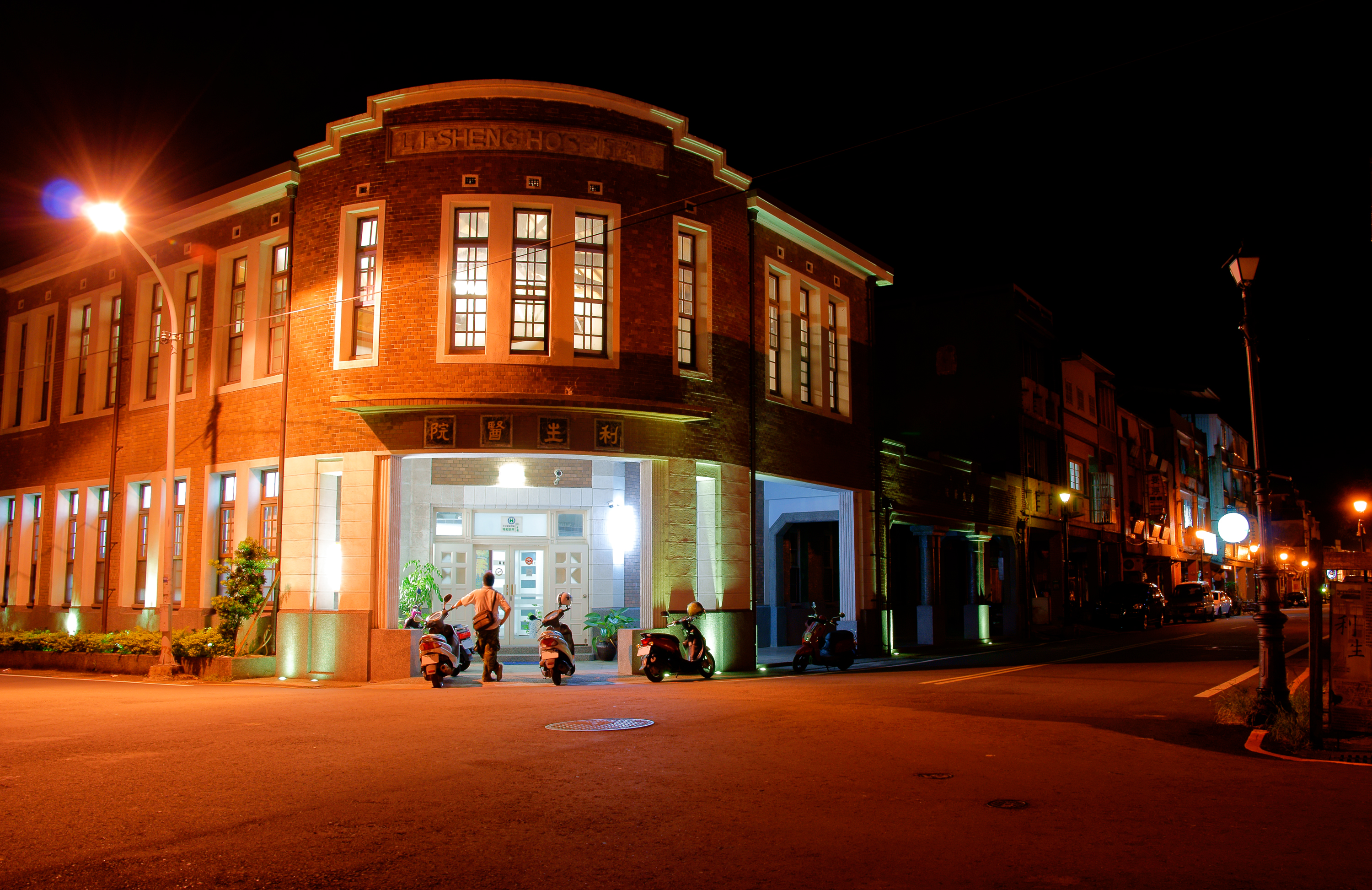
林義雄的故鄉宜蘭縣五結鄉。

1941年8月24日，林義雄於臺灣日治時期臺北州羅東郡五結庄（今宜蘭縣五結鄉）出生。父親林同在太平山林場擔任伐木工班工頭，過去曾經在公學校就讀、並且在當時宜蘭被視為知識份子；母親林游阿妹則是從小作為童養媳送至林家，是傳統操持家務的臺灣婦女且本身沒有接受過教育。林義雄是家中的長子，其後還分別有林洋子、林秀靜和林麗貞3個妹妹。林義雄的父親林同重喜歡結交朋友、並且做事秉持原則，但是在1951年時因為意外逝世，之後母親林游阿妹便帶著10歲的林義雄與3個女兒投靠其叔父林阿萬。不過由於林同過去善待員工、易於相處等優秀紀錄，使得林場上司在他逝世後同意將職缺轉給其弟弟，這也讓林義雄家中經濟並無太大影響。
1953年時，林義雄自宜蘭縣五結鄉學進國民小學畢業，之後就讀臺灣省立宜蘭中學初中部和高中部。其中林義雄的母親林游阿妹極度重視子女的教育，此時林義雄由於其認真讀書、而在就學階段始終保持著第一名的成績，並且在大學聯考是以高分考上第一志願國立臺灣大學法律學系。1964年林義雄自國立臺灣大學法律學系畢業，在服完1年兵役後於隔年在五結國中擔任文史教師。1966年時，25歲的林義雄以第一名的成績通過律師科高等考試而取得律師資格，隨即在臺北市、宜蘭縣兩地的律師工作。這時親友也由於到了適婚年齡而開始幫林義雄尋覓結婚對象，但是林義雄對於相親的回應並不大，甚至在朋友介紹後來的妻子方素敏時雙方互動也不多。
半年後兩人巧遇彼此才開始交往，並在一年後，也就是1971年3月23日林義雄與同樣在宜蘭縣出生的方素敏結婚，並且在年底長女林奐均出生。其中方素敏過去曾經在宜蘭國中和礁溪國中擔任教職員3年，之後則是前往美商公司惠洛公司從事會計工作。1973年時林義雄擔任宜蘭縣律師公會理事，並與好友姚嘉文、張德銘、陳繼盛等人共同創辦台北平民法律服務中心，免費為貧困民眾解決法律疑問，對此他樂觀地相信可以用法律為臺灣人民伸張公義。1974年時方素敏又生下雙胞胎林亮均和林亭均，而林義雄一家五口便和母親林游阿妹住在臺北市信義路。而同一年林義雄和姚嘉文、陳繼盛、張德銘等人又創設希望能促成司法改革、推動法治的比較法學會，並且由其擔任比較法學會秘書長。同年7月，林義雄接受美國國務院及亞洲文化協會的邀請而資助前往美國柏克萊加州大學參加亞洲貧民法律扶助工作講習班，並且藉機旅遊美洲大陸和觀察各地民俗。

## 黨外

### 初入政治

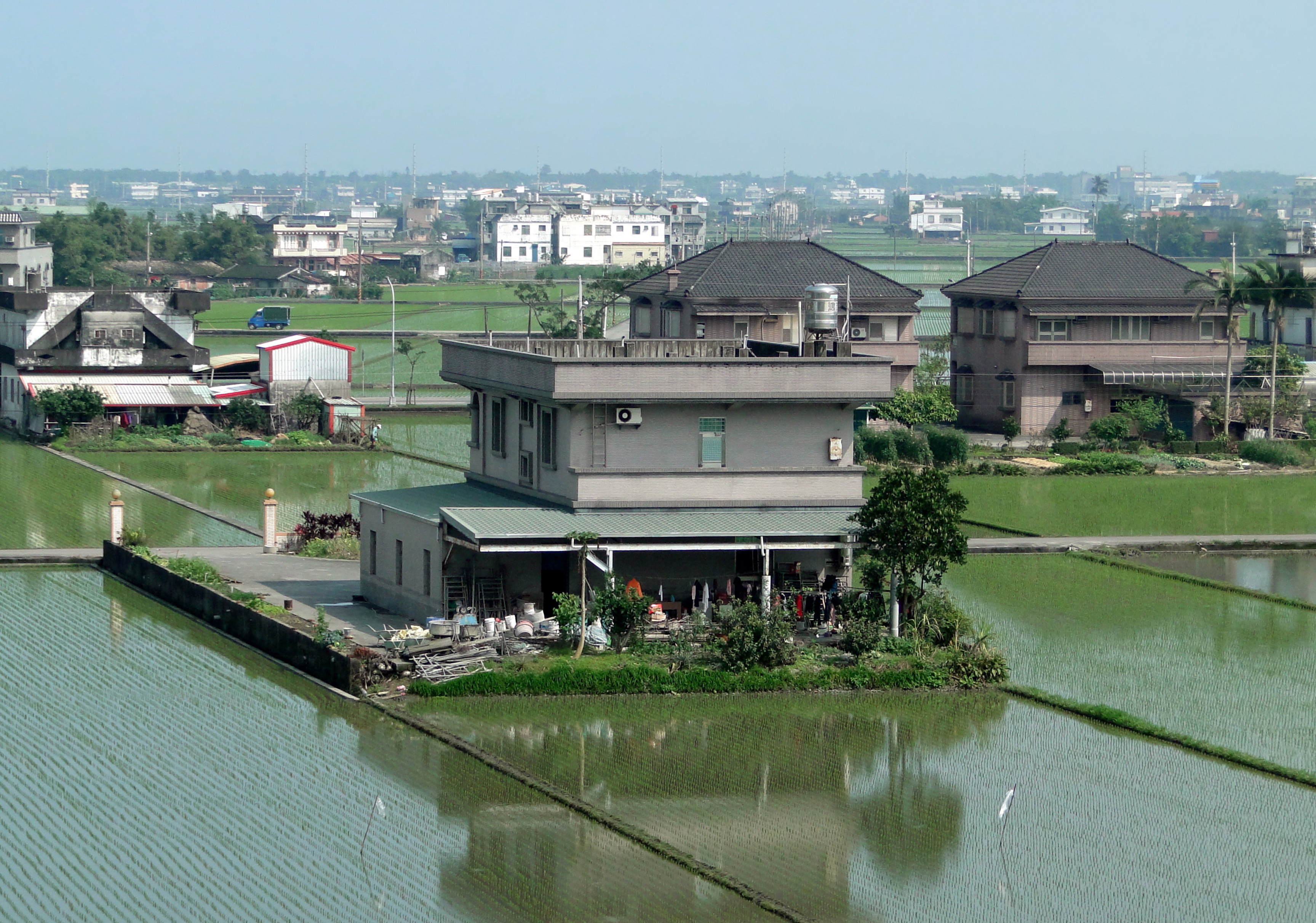
林義雄的政治生涯從宜蘭縣開始發跡，後來更獲得郭雨新支持群眾的勢力。

1950年到1970年代期間，擔任臺灣省議會議員的郭雨新和郭國基、吳三連、李源棧、李萬居等人在臺灣省議會有「五虎將」之稱，同時也是當時少數能與中國國民黨抗衡的黨外運動重要人士。在許多人呼籲已經卸下臺灣省議會議員的郭雨新參與1975年中華民國立法委員選舉，在和吳三連先生等人商量之後、獲得許多宜蘭縣民眾推崇的郭雨新決定競選首屆增額立法委員。之後郭雨新委託黃信介擔任發行人、康寧祥擔任社長、張俊宏擔任總編輯的《台灣政論》雜誌負責競選文宣，並且提出包括「國會全面改選」、「廢除戒嚴令」、「解除報禁」、「總統及台北市長直接民選」、「釋放政治犯」、「確保言論、出版、集會結社的真正自由」等政見，而在當時林義雄便獲得聘請擔任郭雨新競選團隊的法律顧問。
然而在選舉期間中國國民黨隨即在臺北縣、宜蘭縣和基隆市組成的第一選區不斷設法打擊選情，最後當選者為獲得臺北縣縣長邵恩新介紹的林榮三；而在選舉當天除了許多投票站隨即傳出有買票、做票等舞弊行為的報告，而作為郭雨新重要選區的宜蘭縣竟然出現8萬張「廢票」。這次選舉以及後續一連串事件引起宜蘭市2萬人上街前往宜蘭縣選舉委員會抗議，甚至差點擴大發展成為暴動。之後落選的郭雨新便聘請有律師專業、同樣認為有明顯賄選情形的林義雄和姚嘉文向對手林榮三提出賄選與當選無效訴訟，這也是臺灣選舉運動史上第一次對選舉不公平提出法律訴訟。儘管自1976年開始持有中國國民黨賄選、造謠證據的林義雄在法庭上積極辯論選舉無效的官司，然而最後法庭結果仍然敗訴。
不過這也成為林義雄投入政治活動、參與政治反對運動的開始，其中看見執政當局利用司法打壓民主選舉的林義雄便向姚嘉文提議共同著書，藉此描述中國國民黨的選舉作為與這件事情。兩人先是在1976年時合著《虎落平陽？：選戰、官司、郭雨新》一書，記錄當時林榮三如何透過賄選、買票、作票等手段使郭雨新落選，也記錄選舉結束後的選舉官司、訴訟經過與掩飾作票等行為。其中《虎落平陽？：選戰、官司、郭雨新》是臺灣第一次出版有關反對運動的書，不過這本書後來因為嚴厲批判時政而遭到查禁。1978年時林義雄與姚嘉文再度合著《古坑夜談：雨傘下的選舉》一書，同樣記錄林榮三如何使郭雨新落選，但是此書於同年11月同樣遭到查禁。

### 臺灣省議員
1977年4月不滿政局的郭雨新決定前往美國，同年11月當時36歲、因為書本遭禁而有一定知名度的林義雄決定繼承郭雨新在宜蘭縣的民意基礎，投入臺灣省議會議員競選。不過當時在宜蘭縣長期佈局的游錫堃同樣有參選準備，甚至已經準備好這次選舉的競選文宣。對此黨外運動重要人物黃信介趕緊前往宜蘭縣出面協調，以避免黨外運動的支持力量因而分散。後來黃信介告訴小林義雄7歲的游錫堃說先讓林義雄參與這次選舉，並且安排他擔任競選團隊的總幹事以促進團結，而游錫堃最後接受黃信介等人的意見僅擔任總幹事一職。在黨外運動人士團結以及許多宜蘭縣民眾對於郭雨新的支持，林義雄在宜蘭縣獲得了73,000多票的第一高票成績、遠遠超過中國國民黨提名的2位候選人而當選第六屆臺灣省議會議員，這次選舉也創下當時黨外運動在宜蘭縣省議會議員的最高票紀錄。
1977年12月20日正式上任後，林義雄便放棄在臺北律師事務所的業務，而前往臺中縣霧峰鄉成為全職的臺灣省議會議員，並且主張信賴人民和以民為主。在臺灣省議會中林義雄多次犀利質詢政府官員，其中林義雄除了要求當時官派的臺灣省政府主席林洋港應以「將人民當主人來服侍」的民主政治態度服務外，同時要求政府應該平等對待閩南語的使用。另外林義雄和同時期當選的張俊宏、余陳月瑛、張貴木等黨外議員組成「黨外十三人組」，透過聯合質詢的方式逼問臺灣省政府官員並且多次打破言論禁忌。同時林義雄也強調政府應當公開且公平的舉辦選舉活動，並且率先婉謝官員、廠商和民眾贈送的禮物或者提出的會面等。
種種作為很快讓林義雄成為臺灣政壇的著名人士，激勵了許多黨外運動新生代加入成為臺灣省議會助理。同時林義雄也和姚嘉文、張俊宏、許信良和施明德等被視為臺灣中生代黨外運動的主導人物，但這也使得被視為反對派重要人物之一的林義雄受到執政當局特別關注。其中許信良、林義雄、蘇洪月嬌便曾分別透過各自的親信在桃園縣、宜蘭縣、雲林縣等地，承辦當時猛烈批判《聯合報》與《中國時報》的《台灣日報》業務。1978年舉辦中央民意代表增額選舉時，當時非中國國民黨籍候選人的康寧祥、張春男、黃天福、姚嘉文以及呂秀蓮等人在選舉期間便以林義雄、黃信介和施明德為中心，成立全國黨外助選團作為共同的選舉後援組織。全國黨外助選團不但舉辦各種座談會和記者招待會，也正式發表共同政見內容。

### 美麗島事件
不過1978年因為中華人民共和國與美國建交後，中華民國政府決定臨時中止國民大會代表和立法委員選舉。1979年1月21日，著名黨外運動人士余登發和兒子余瑞言因為涉嫌參與吳泰安叛亂罪之名義遭到逮捕，隨即引發黨外運動和社會反彈。林義雄、施明德、許信良、張俊宏、陳菊、黃順興、邱連輝、張春男、陳婉真、賀端蕃等黨外運動人士很快前往橋頭鄉，並且發動示威抗議以聲援余登發父子、而立法委員康寧祥等人也公開表示認為這次起訴與判決不當。但是余登發仍然在同年4月因為「知匪不報」和「為匪宣傳」被判處有期徒刑8年、褫奪公權5年，一直到1980年才獲准保外就醫，而時任桃園縣縣長的許信良則由於參與示威遊行活動而被臺灣省政府停職。1979年9月時，林義雄應美國在台協會邀請前往美國考察國會制度、消費者保護措施、公害防治情形、非裔美國人民權運動以及美洲原住民生活情形。
之後林義雄則成為美麗島雜誌社五人小組的核心成員，其中林義雄住家上方便是美麗島雜誌社辦公室，而該雜誌社所出版反對政府的《美麗島雜誌》則獲得社會廣泛歡迎。美麗島雜誌社和黨外民主運動人士後來更進一步決定在1979年12月10日國際人權日當天，在高雄市舉辦民主紀念活動。對此中國國民黨高層便通知康寧祥控制局勢，而林義雄則由於被視為較為冷靜的人物也被康寧祥邀請共同南下處理。和康寧祥趕至高雄市的林義雄在現場僅向群眾致意，然而遊行運動很快發展成為與軍警之間的暴力衝突，當時執政的中國國民黨便利用美麗島事件開始大規模逮捕黨外運動領導人物。
12月13日清晨開始，被視為反對執政黨人士的林義雄、林弘宣、呂秀蓮、施明德、黃信介、姚嘉文、陳菊、張俊宏、蘇秋鎮、紀萬生、魏廷朝等人很快便遭到逮捕，其中林義雄是和陳菊等人在美麗島雜誌社遭到逮捕。林義雄在拘留期間遭到警方暴力對待，不過未實際參與行動的林義雄在面對祕密偵訊由於反對認罪而遭到許多打壓，而他也被告知不能透漏有關刑求等事情。林義雄的家屬也是透過許多管管道才得知被送至景美軍事看守所，為了隱瞞女兒使得方素敏告訴她們的父親前往當兵。隔年2月20日，臺灣警備總司令部軍法處依照叛亂罪向林義雄、黃信介、施明德、張俊宏、姚嘉文、陳菊、呂秀蓮、林弘宣等8位黨外運動人士提出公訴，其他30多人則在一般法庭上遭到起訴。此時遭到逮捕的林義雄等人因為涉嫌參與叛亂，因此依照《臺灣省戒嚴令》最高可以判處死刑。不過張德銘、陳繼盛等人的協助下被告方開始聘請辯護律師，林義雄也因而獲得江鵬堅和張政雄協助其辯護工作。而在國際與論施壓的情況下，中華民國政府也首次公開有關美麗島事件的軍事審判過程。

### 林宅血案

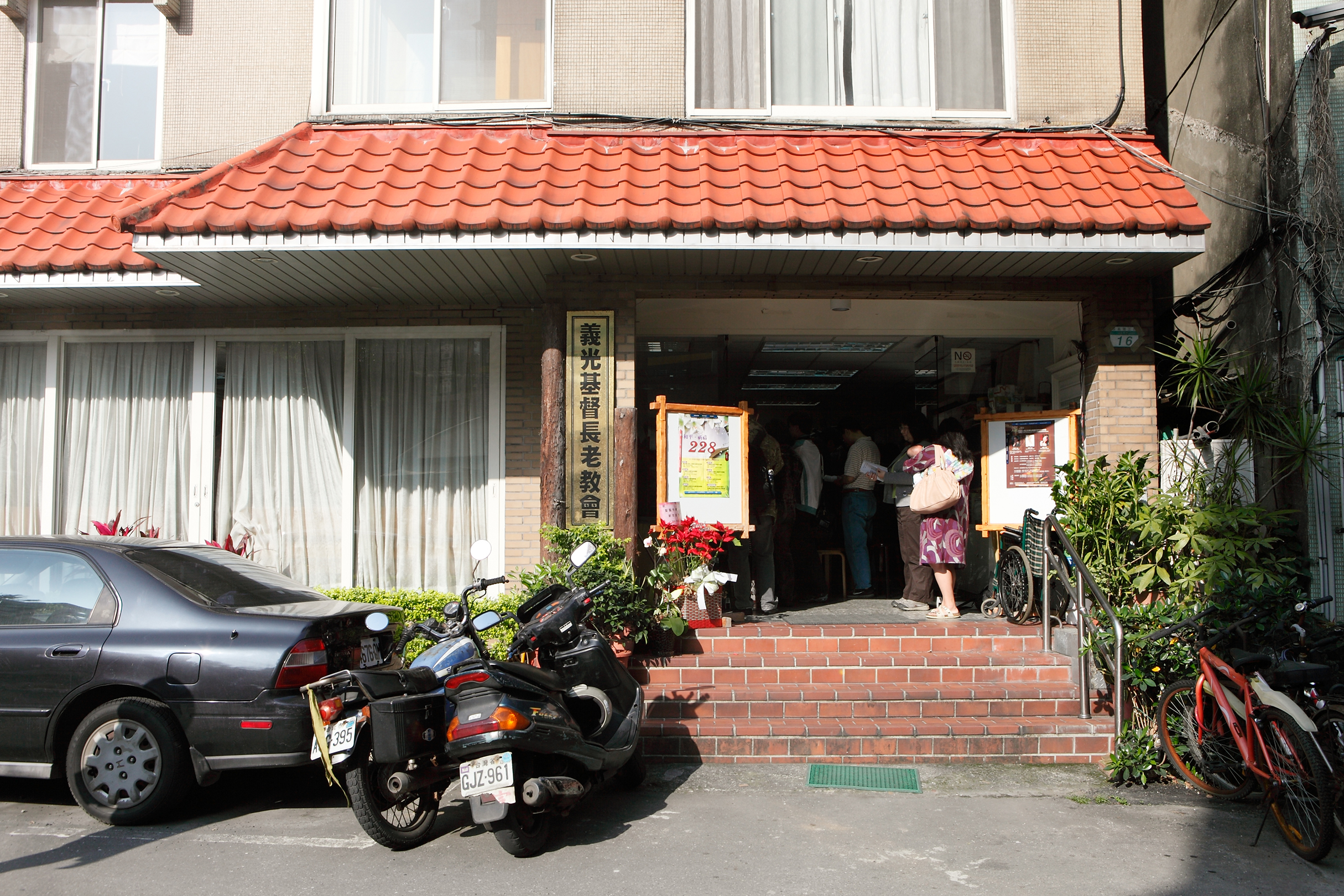
於林宅血案發生地成立的台灣基督長老教會義光教會。

1980年2月27日，林義雄妻子方素敏前往軍事情報局看守所並且代替國際特赦組織大阪市辦事處傳達訊息。而隔天軍事法庭召開第一次調查庭，包括方素敏等待審黨外運動人士的家屬紛紛前往看守所探視和旁聽。不過方素敏則對於家中小孩感到不放心，擔任林義雄議員秘書的田秋堇則搭乘公車先行前往林義雄在臺北市信義住家。發現林義雄9歲的長女林奐均身中6刀重傷後田秋堇趕緊向外求助，之後林濁水和康文雄等黨外運動人士在接到消息趕來幫忙後，在住處地下室分別發現其中身中14刀的林義雄母親林游阿妹，以及各自因為從後背貫穿前胸的1刀喪命的雙胞胎女兒林亮均與林亭均。田秋堇後來陪同大量失血的林奐均送往仁愛醫院急救，救治期間田朝明的妻子田孟淑一度在醫院必須代簽術前病危通知書，在成功搶救後林奐均成為這起犯罪的唯一倖存者。
這次謀殺事件引起臺灣社會以及國際人士的譁然，甚至由於其日期讓人聯想到二二八事件或者是中國國民黨警告黨外運動作為。當時所有政治犯以及異議分子住家事實上都遭到內政部警政署和情治人員嚴密監控，因此對於兇手能夠在此情況下進入住宅犯案使得不少人認為此案為中國國民黨政府主導的謀殺案，希望藉此動搖各地黨外運動人士的意志。中華民國政府則表示對於此事並不知悉，案發後辦案單位曾分析研判案件是國際陰謀份子為打擊政府所為，不過到了今日仍尚未破案。而林宅血案也促使得許多過去不關心政治海內外人士開始關注民主、人權和社會公義等議題，甚至紛紛積極投入後來的黨外民主運動中。
其中時任中華民國總統的蔣經國考慮到國內和國際觀感等問題，在當天便同意讓林義雄交保出獄以料理喪事。之後黨外運動的友人先以健康理由送至長庚醫療財團法人，之後僅有重要人物康寧祥敢先向林義雄說明其母親遭人殺害，一直到第二天其他人才敢把2個女兒也遇害的消息告訴林義雄。在林奐均手術成功後、收拾悲傷情緒的林義雄開始為母親和女兒尋找墓地，但是在監視人員阻撓下始終無法尋找理想的墓地。警方更在3月1日於泰山收費站將林義雄拘捕，之後臺灣警備總司令部軍事法庭以他未認真辦理喪事、違反《違背限制住居規定》為由送至景美軍事看守所。之後林義雄與其他7名遭到逮捕的黨外運動人士繼續接受軍事審判，最終在同年4月被判處12年有期徒刑。對於人生感到絕望的林義雄在入獄後連續21天沒有飲食，一直到在親友苦勸下才重新進食。林義雄服刑期間，其母親與女兒的遺體一直擺在臺北市立殯儀館而無法安葬。因為冰櫃租金與林奐均醫藥費而面臨生活困境的林義雄妻子方素敏，原本打算將原本信義路住宅出租或出售，但是一時間無法賣掉房屋。之後台灣基督長老教會向全球基督徒發表聲明號召籌款買下房屋，之後不到1年的時間便募得新臺幣780萬元的足夠資金來買下住處，並於1982年4月11日建立今台灣基督長老教會義光教會。

## 出獄

### 前往海外
因為眾人幫助下使得家庭生計得以舒緩的方素敏，在林義雄堅持下於1981年8月帶著倖存下來的女兒林奐均前往美國居住以治療身心創傷，並讓女兒在華盛頓州、德薩斯州及加利福尼亞州爾灣等地接受教育。而陷入哀傷的林義雄也停止和妻女的書信往來長達2年，對此他則向親友表示不知道要寫什麼給妻兒。1983年10月，因為沒有林義雄音訊的方素敏獨自返回臺灣，並且在同年12月以無黨籍身分和其他遭到逮捕的黨外運動領導人妻子參加立法委員選舉，並且以12萬多票的第一高票當選成為臺灣省第一選區第四屆增額立法委員，不過短暫擔任1屆立法委員後便退出政壇。
1984年8月15日林義雄獲得減刑而假釋出獄，隔年1月1日終於將母親和雙胞胎女兒的遺體安葬在座落於宜蘭縣和臺北縣間的山中。仍然有3年4個月的刑期與6年褫奪公權限制的林義雄在出獄後，很快在黨外運動陣營裡成為重要人物，但是其對於執政黨保持沉默並且沒有就過去林宅血案做出表態。在處理完家人葬禮後林義雄計畫先出國與家人團聚並且在海外進修，無意在國內或國外從事競選等政治活動。然而當時中華民國政府仍然要求寫下切結書，而基於原則而拒絕立下切結書的林義雄使得出國計畫一度因而可能生變，後來政府收回要求而同意在沒有簽下切結書的情況下允許出國。相對一些黨外運動人士也有人反對在推進民主運動的時刻離去，對此林義雄向一些不願見他離開臺灣的朋友提到：「不要看我一時，要看我一生。」
1985年4月林義雄抵達美國洛杉磯和長女林奐均團聚，在修養身體之餘也進入加利福尼亞大學進修。此時林義雄非常低調且從未在公開場合出現，只與極少數的好友或者鄉親在住家會面應酬、而不與政治人物有所接觸，並把絕大部分時間花在家庭上和閱讀文學、哲學與宗教有關的書籍。不過林義雄仍逐漸把精力放在返回臺灣的準備上，在1986年時在台灣人教授協會的幫助下前往哈佛大學約翰·F·甘迺迪政府學院進修，並且在同年9月28日時加入民主進步黨。隔年林義雄取得哈佛大學公共行政學碩士學位後，而妻子方素敏也在其立法委員的任期結束後後前往美國會合。之後兩人前往英國劍橋大學和日本筑波大學遊學各1年，以進一步研習政府組織和政治運作。這期間他也分別創作了闡述臺灣政治前途願景的《台灣共和國基本法草案》、以及討論促使社會真正改變的《心的錘煉：淺談非武力抗爭》兩本著作，並且對於這段經歷提到：「知識見聞增長了些，心胸氣識想來也大概有些進步，不過也漸漸有了髮蒼蒼、視茫茫的感慨。」

### 社會運動
1989年林義雄從美國返回臺灣後，發表了《台灣共和國基本法草案》和《心的錘煉：淺談非武力抗爭》兩本著作。之後他與民主進步黨人士發起300個小時的絕食活動，以支持當時在中華人民共和國發生的學生民主運動、並為民主進步黨在當年度選舉造勢。1990年5月20日第八任中華民國總統李登輝與中華民國副總統李元簇於臺北市國立國父紀念館大會堂宣誓就職，同一天李登輝發布特赦令宣告林義雄、林弘宣、呂秀蓮、陳菊、姚嘉文、黃信介、張俊宏、施明德、許信良等9人罪刑無效。在1991年3月31日，林義雄和方素敏捐出大部分家產共同創辦慈林教育基金會，主張「拓展國民的心靈視野，活化思辯體驗的空間，培養實踐崇高理想的能力」，並讓有志社會和政治改革運動的成員得以互相學習和思考。同時林義雄還在1994年於宜蘭縣故居興建文化教育機構總部慈林文教中心，在此開辦社會發展研習班、人間智慧研習班、政治家研修班、慈林青年營、慈林青年領導營等活動，期望能夠藉此培育出對社會發展有貢獻的運動人才。
在1992年3月時，林義雄、施明德與許信良帶領民主進進步黨開始推動中華民國總統直接民主選舉運動，其中民主進步黨和無黨籍國民大會代表合組總統直選聯盟。1992年4月19日，黃信介、許信良、施明德與林義雄等民主進步黨成員率領群眾遊行與靜坐以要求中華民國總統直接選舉，遊行隊伍在繞行臺北市市區後在夜間便佔領忠孝西路與臺北車站站前廣場，估計參加行動的群眾高達10萬多人。最後政府派遣鎮暴警察與中華民國憲兵部隊準備強制驅離，不過到4月24日在中華民國總統府資政陳重光協調下民主進步黨宣布群眾解散。之後警方逮捕當時擔任總指揮的黃信介和林義雄等發起人，其中黃信介隨後被臺灣臺北地方法院檢察署以違反《集會遊行法》起訴，而施明德則因這次遊行同樣以違反《集會遊行法》判處拘役50日。然而這次運動成功逼迫中國國民黨將中華民國總統直接選舉安排至政治改革過程中，而民主進步黨則在同年5月10日成立新臺灣重建委員會以繼續推動新憲法、新國家和總統直選工作。
1994年7月立法院通過龍門核能發電廠興建為期8年、共計1,125億元的預算，不過這一舉動被認為違反《預算法》。為此林義雄在7月12日開始絕動，呼籲反核團體推動「核四公投、十萬簽名」的行動以及民眾應該爭取決定龍門核能發電廠興建與否的權利，在絕食6天獲得12萬人簽名支持龍門核能發電廠藉由公民投票處理，而達成目標後林義雄宣佈停止絕食。之後在9月時，林義雄與退休公務人員張國龍等人結合宗教、環保以及社會運動團體共同創立核四公投促進會，並且由林義雄擔任召集人。其中核四公投促進會主張「用公民投票決定應否興建核四，來喚醒台灣人民的主人意識、培養台灣人民行使主人權利的能力」，並且透過苦行、靜坐、絕食、散步傳單等非武力抗爭方式向社會大眾、政府機關和政黨表達訴求。隨後核四公投促進會即刻展開核四公投千里苦行行動以宣揚公民投票理念，並且在35天內由林義雄親自率領500多名反核志工徒步環繞臺灣一圈。

## 政黨

### 參與黨務
1994年時林義雄開始積極參與民主進步黨黨內事務，1995年4月20日更參與民主進步黨為1996年中華民國總統選舉所進行的黨內初選，而該屆中華民國總統選舉也是首次開放公民直接選舉。當時林義雄發表了參選聲明《執政，是民進黨的責任》和著作《希望有一天──充滿喜樂的台灣》，認為當前中華民國民眾最大的問題在於國家認同。而除了林義雄外還包括有國立臺灣大學教授彭明敏、前桃園縣縣長許信良、臺北縣縣長尤清等擔任候選人，不過在第一輪幹部評鑑與黨員初選中，曾離開臺灣一陣子的林義雄僅排行第三位。之後由獲得高票的彭明敏和許信良而進入第二輪投票，最後透過開放各縣市民眾投票的方式推舉彭明敏代表民主進步黨參選中華民國總統。
之後林義雄則積極參與民主進步黨黨內決策工作，並在同年12月舉辦的中華民國立法委員選舉中擔任了民主進步黨選戰指揮中心的總指揮，除了到處站臺外還首創聯合競選策略。隔年林義雄則受聘成為民主進步黨首席顧問，並且在1997年5月4日、5月18日和5月24日時結合社會運動團體共同發起「總統認錯，撤換內閣」之萬人大遊行。其中儘管民主進步黨主席許信良接受中國國民黨所提出的半總統制修憲方向，但是除了許多輿論以及學者紛紛批評外，主張總統制的林義雄則極力反對這一做法，並且積極參與反對《中華民國憲法》第四次增修條文之行動。之後擔任民主進步黨首席顧問的林義雄公開批評許信良違反立黨時民主精神，認為許信良不願意在中央常務委員會接受其他修憲意見，進一步提出「熱愛民進黨、罷免許主席」行動。
1997年6月時他從宜蘭縣展開罷免民主進步黨主席許信良的一系列巡迴座談，並且與民主進步黨黨內的正義連線與福利國連線等派系串联。對此林義雄則表示巡迴座談不管促成有多少人連署結果都將是成功結果，因為這已經凸顯政治人物受人民監督的重要性，最後罷免許信良一案沒有獲得成功。另外林義雄也率領多位民間團體領導人前往中山樓，呼籲國民大會應該優先讓公民投票條文編入《中華民國憲法》內。而在同年10月，林義雄則展開第二次「核四公投，千里苦行」行動。不過在1997年中華民國縣市長選舉中，民主進步黨在縣市長當選席次和得票總數方面遠遠超越其他政黨、而取得空前的勝利，這使得民主進步黨在贏得中央執政權的可能性上獲得許多關注。

### 當選主席
面對1998年時民主進步黨將面對兩次重大選舉、而且選舉時間僅相隔4天，為了防止在這一過程中有什麼過錯使得民主進步黨決定小心應付。此外當時臺北市市長陳水扁、即將卸任的民主進步黨主席許信良和民主進步黨重要人物彭明敏三者之間出現惡性競爭情況，這使得當時民主進步黨黨內需要德高望重的中立人士擔任下一任民主進步黨主席。其中林義雄明確表態參選後獲得陳水扁的支持後，其他候選人參與民主進步黨主席競爭者還包括有張俊宏、呂秀蓮、陳文茜、顏錦福和黃富。1998年4月18日，在黨內獲得許多人士尊崇的林義雄在1998年民主進步黨主席選舉獲得62%的選票當選第八任民主進步黨主席，並且於7月18日正式上任。而在同年7月25日時，林義雄的長女林奐均則在美國紐約市與美國基督徒印主烈（Joel Linton）結婚，兩人在2000年3月時生下了林義雄的孫女印惇惠。
其中林義雄認為在該任期應該為民主進步黨的執政有所準備，因此上任後積極與婦女、青年和弱勢團體交流，藉此擴大民主進步黨在社會上的基礎。在林義雄的領導下，民主進步黨在當年年底舉辦的中華民國立法委員選舉中，共有70名黨員當選成為第四屆立法委員，然而總體席次並沒有如預期結果獲得3分之1的席次。而緊接著舉行的第二屆直轄市市長暨市議員直接選舉中，儘管民主進步黨提名的謝長廷成功拿下高雄市，而實現南臺灣縣市全部由民主進步黨成員統治的目標；但是除了臺北市和高雄市市議會議員僅拿下28八席，同時陳水扁在尋求求連任臺北市市長的過程中遭遇失敗。
對於這促選舉結果使得林義雄重話評論說：「這是民主進步黨推動本土改革的一次挫敗。」之後一度要請辭民主進步黨主席以示負責，但是在內部積極慰留、以及對於民主進步黨往後發展等考慮才打消辭職念頭。而在選舉結束後林義雄則成立黨務發展委員會，檢討選舉結果並且針對選舉政策重新調整。1999年3月18日行政院原子能委員會核發龍門核能發電廠建照後，民主進步黨中央黨部發表《譴責原能會核發核四建照》聲明，並且動員全黨成員參與328反核大遊行。
而在選舉挫敗的情況下，民主進步黨黨內開始檢討修改台獨黨綱以因應中華民國總統選舉。1999年5月9日召開的第八屆第二次全國黨員代表大會上，通過了《臺灣前途決議文》而有條件地承認中華民國憲政體制。但是之後民主進步黨黨內對於中華民國總統提名爆發陳水扁與許信良之爭，其中林義雄在陳水扁競選臺北市市長後後鼓勵其繼續準備參選中華民國總統，而前民主進步黨主席許信良則已經積極投入往後的總統大選。對此民主進步黨重要人物黃信介兩度介入協調後仍然沒有共識。之後許信良開始計畫退出民主進步黨參選，然而由於許信良是否有拿取競選敵人連戰提供的資金的爭論而使得民主進步黨陷入了分裂危機，甚至對此林義雄還透過媒體向許信良呼籲不能收取連戰提供的資金。

### 總統選舉

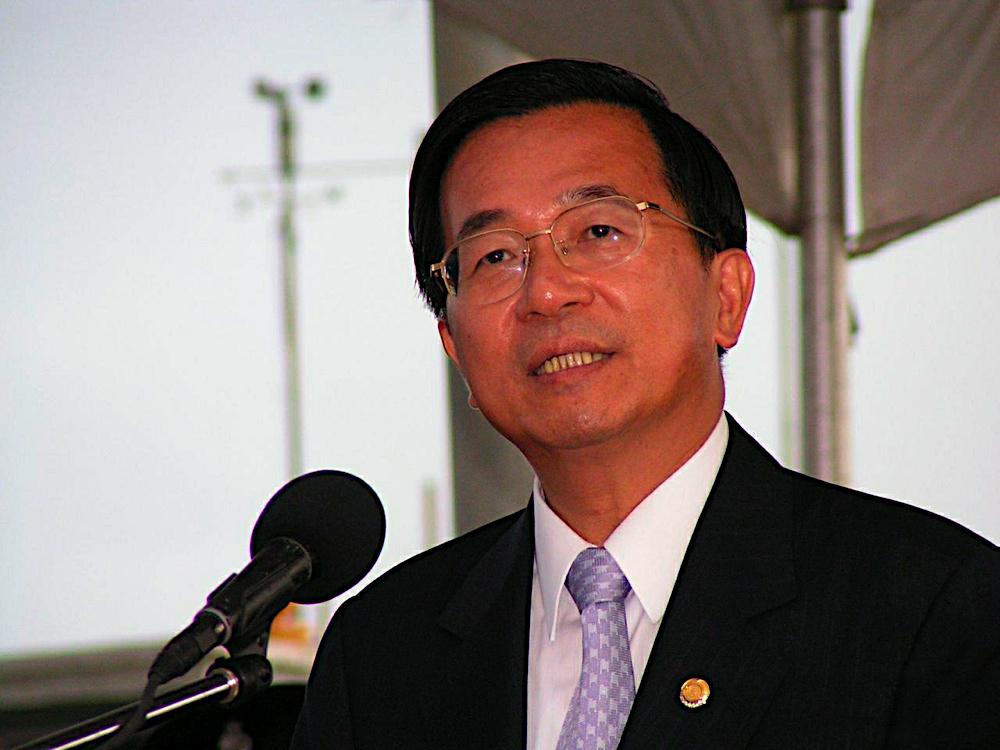
林義雄成功促使陳水扁在2000年當選成為中華民國總統。

不過認為當時具有人氣的政治明星陳水扁其選舉機會比許信良還要高的林義雄，則強勢結合各派系共識而採納時任立法委員的張俊雄所提出的《公元兩千年民進黨總統副總統提名條例草案》，凍結原先4年內僅能擇一職位參選、廢除民意調查以及推薦代替徵召等設計，為陳水扁參選中華民國總統取得正當性。1999年7月10日，在民主進步黨第八屆第一次臨時黨員全國代表大會上，民主進步黨代表全數通過推舉陳水扁參選2000年中華民國總統選舉。但是對於林義雄在參考民意後選擇全力幫助陳水扁的做法，造成許信良在民主進步黨全國代表大會召開前選擇退出民主進步黨，之後以無黨籍身分投入參與2000年中華民國總統選舉。雖然民主進步黨提名陳水扁後其民意調查僅排名第三位、而遭遇打擊黨內信心，不過林義雄仍完全授權使得中央黨部與競選總部得以統一。
1999年12月6日，民主進步黨趁著美麗島事件20週年而於高雄市舉辦「歷史終究是美麗的，我們還是會歡喜的走下去」大型紀念晚會。在臺灣社會尋求改革的氛圍下，同年3月18日民主進步黨提名的總統候選人陳水扁和副總統候選人呂秀蓮以497萬票、39.3%的得票率擊敗分裂的中國國民黨陣營，之後陳水扁發表了當選感言《人民的勝利，責任的開始》。這使得民主進步黨自成立13年後成功奪取中央執政權而成為執政黨，並且實現中華民國歷史上首次和平的政黨輪替。考慮到當天藍營支持者落敗的情緒，林義雄在當天確認可以勝選的傍晚立刻召集輔選幹部要求黨內不得有不禮貌、對立或者責備的行為出現，之後更公開呼籲所有黨員高度自制且不能介入衝突。不過在當天晚上民主進步黨重要人物施明德致電祝賀林義雄的同時，表示從少年時期推翻中國國民黨政權的夢想已經實現、因此將離開民主進步黨，對此林義雄則全力慰留之。
之後民主進步黨籍立法委員陳昭南提案廢除台獨黨綱，但是在民主進步黨黨內反對聲音過大的情況下，剛就任中華民國總統的陳水扁和民主進步黨主席林義雄便介入協調而使得最後提案撤銷。而在陳水扁組建政府團隊時，儘管因為勝選而有極高聲望的林義雄婉拒了中華民國總統府資政職位，並且宣布不再尋求民主進步黨主席獲得連任。在民主進步黨首度取得執政權後1月後表示自認任務已經完成，因此決定提前請辭民主進步黨主席，只願意繼續擔任民主進步黨首席顧問一職，並且引用美國詩人羅伯特·佛洛斯特的詩作《未走過的路》表明志向。而在之後舉辦的2000年民主進步黨主席選舉中，僅由當時高雄市市長謝長廷一人同額參選，最後由其當選下一任民主進步黨主席並且於7月22日就任。

## 勝選後

### 停建爭議

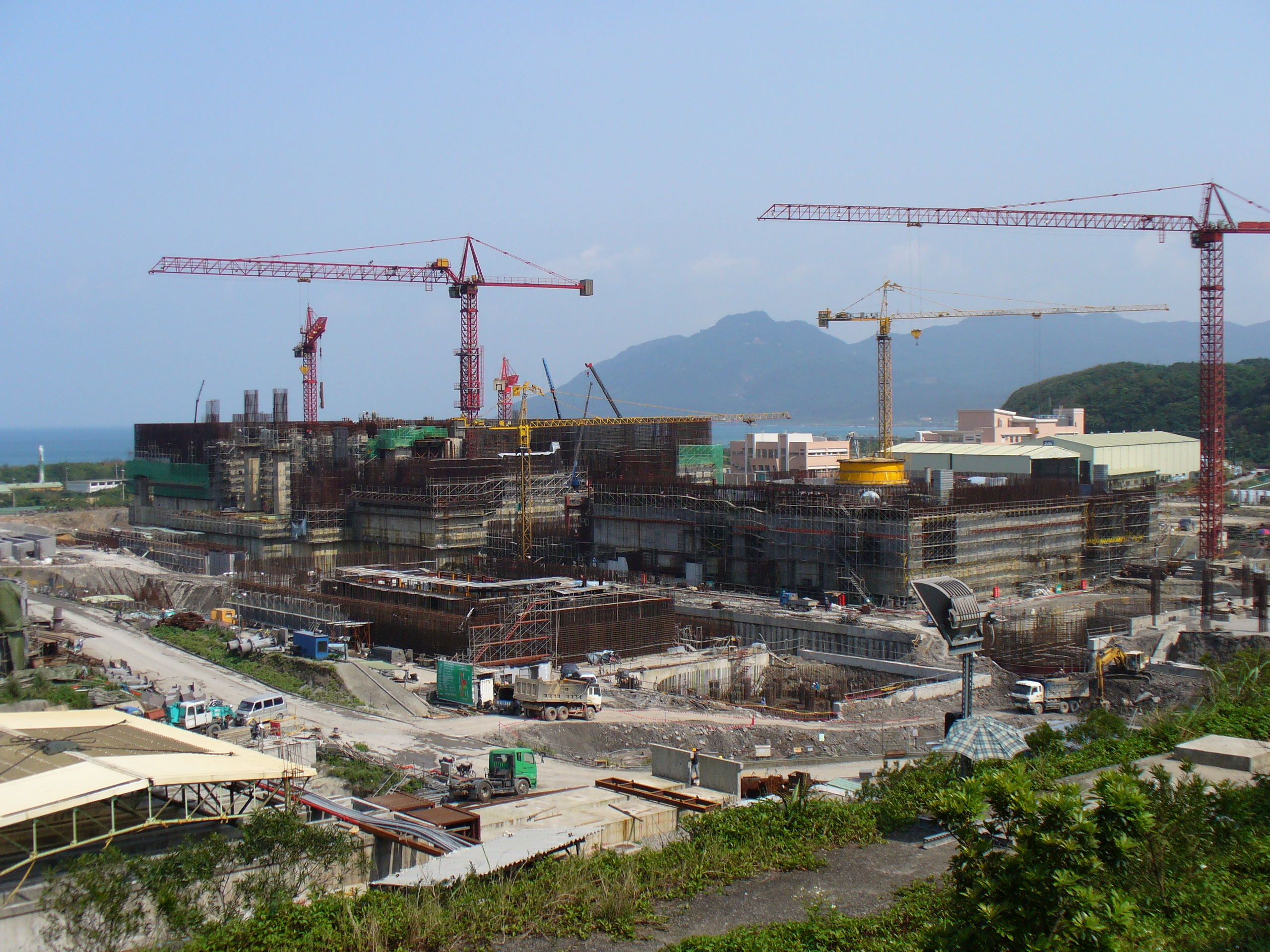
龍門核能發電廠興建問題很快引起林義雄與陳水扁政府間的不同調。

而過去執政前始終主張非核家園理念的民主進步黨在組成政府後，隨即面對過去長期支持民主進步黨的反核團體與前民主進步黨主席林義雄、施明德等人要求兌現政治承諾的龐大壓力，而實際上在當選前陳水扁便已經簽署了《立即終止核四廠興建》承諾書。陳水扁同意讓與停建龍門核能發電廠主張相左的行政院院長唐飛辭職，之後陳水扁曾經邀請林義雄組織內閣。在與林義雄等民主進步黨領導人會商後，決定由當時行政院副院長張俊雄接任行政院院長。之後剛就任中華民國總統的陳水扁在中華民國總統府和中國國民黨主席連戰會面，但是同一天張俊雄則宣佈停建正在建設中的龍門核能發電廠，進而引發民主進步黨與在野黨間的政治風波。
對此在野的中國國民黨與連戰感到受到羞辱，中國國民黨籍立法委員甚至干涉總預算、倒閣和發動連署罷免陳水扁等行動，開啟往後民主進步黨執政期間朝野惡鬥的情況。對此時任首席顧問的林義雄向陳水扁提議不需要妥協，並且提到：「即使人民不支持，上帝也知道你做對了的事情，沒有必要妥協、沒有必要出賣靈魂。」不過司法院大法官作出司法院釋字第520號解釋，認為行政院並無逕行停止經立法院通過預算的重大政策執行之權限。面臨高度壓力的陳水扁在和林義雄、張俊雄、謝長廷、施明德和民主進步黨各派系討論後，陳水扁政府最終妥協並且在2001年2月14日由宣佈回復興建建龍門核能發電廠、甚至獲得追加預算。而對此林義雄無法接受妥協的想法，行政院院長張俊宏則提出在沒有公民投票法源的情況下，由行政院成立核四公投評估小組、之後在2001年年底前舉辦諮詢性的核四公投。
同年2月21日，林義雄於民主進步黨總部召開記者會並且表示「核四爭議中，雖然自認為問心無愧，但是認為還是需要負起連帶責任」，最終辭去民主進步黨首席顧問的職位。10天過後，認為新政府努力不夠的林義雄則結合反核團體發起遊行活動。2001年9月21日，林義雄率領核四公投促進會於臺北市艋舺龍山寺進行第三度「核四公投，千里苦行」行動，在為期1年的巡迴全國各縣市途中呼籲「誠信立國」以及推動國會減半改革、核四公投以及公民投票立法運動等，並且希望能夠成為2004年中華民國總統選舉的重要政治議題。然而由於感到經行政院對非核家園共識的推動消極，民主進步黨黨團也一直未將《公民投票法》排入優先法案，這使得核四公投促進會成員累積許多不滿。2002年2月，林義雄透過慈林教育基金會成立了台灣民主運動館，希望能夠以照片、書畫、文字等方式展示臺灣近百年爭取民主的歷史。

### 公民投票

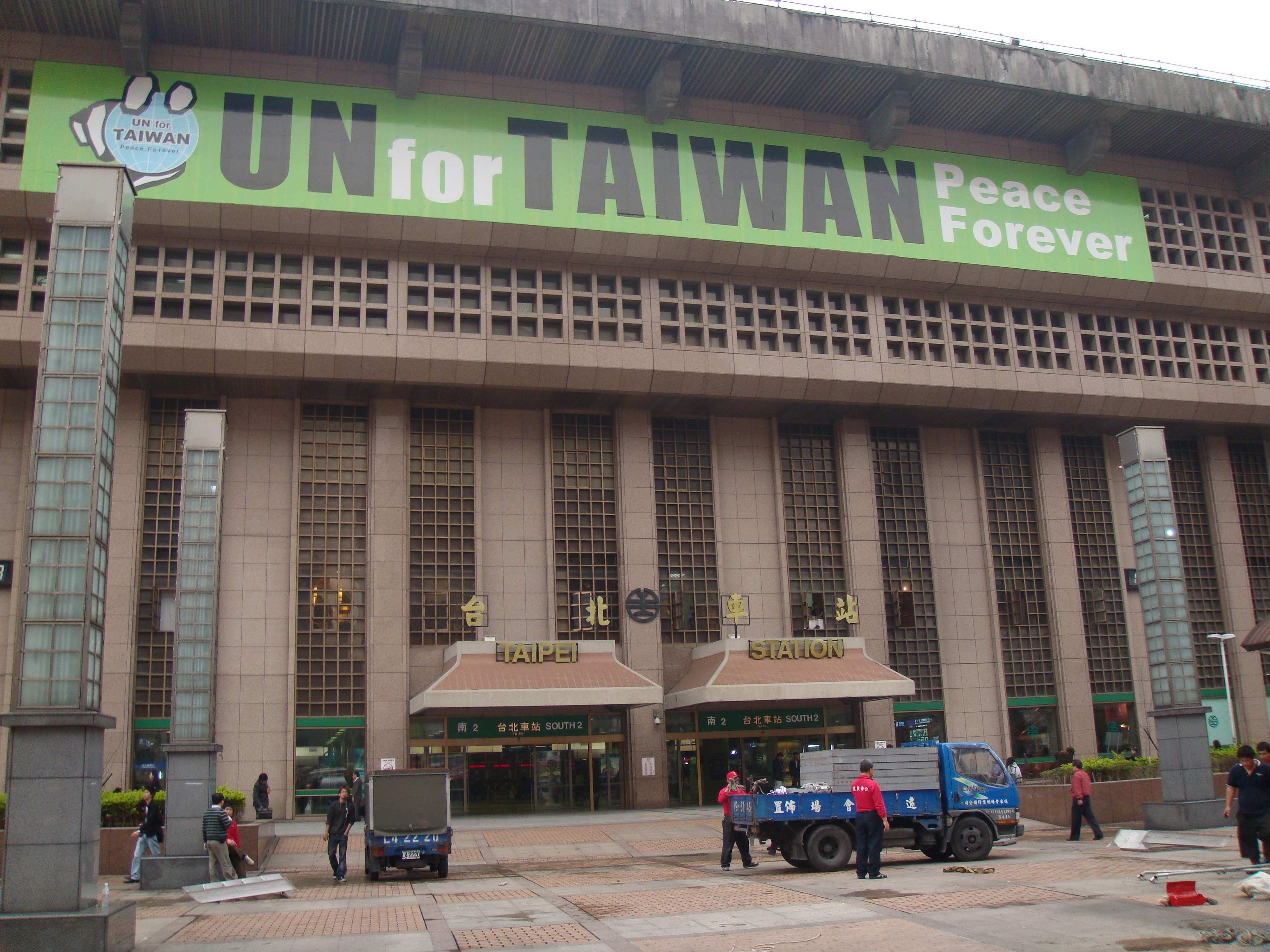
由於《公民投票法》嚴格的規定，使得在2008年以前仍然沒有全國性公民投票獲得通過。

儘管林義雄拒絕了有關參與2004年中華民國總統選舉的建議，但是同意應該要對陳水扁政府施加更多壓力，以避免民主進步黨政府不斷向在野的泛藍陣營妥協、甚至因為無法實踐重大政見而失去既有支持者的選票。2003年3月17日，林義雄等核四公投促進會成員在行政院發動靜坐守夜行動，要求陳水扁政府應非核家園理想的承諾、在舉辦2004年中華民國總統選舉前先行展開核四公投。對此時任行政院院長的游錫堃以私人身分前往關心，但是核四公投促進會認為游錫堃與行政院對於訴求並沒有處理誠意。而中華民國總統府也曾透過管道與核四公投促進會成員溝通，希望能夠取消行政院和總統府的靜坐活動，但對此核四公投促進會則要求達成其訴求。
而林義雄一系列「核四公投，千里苦行」行動以及後來發起的「誠信立國」運動，引起台灣社會開始對公民投票權利有所重視。在社會壓力不斷施壓下，使得向來反對公民投票的中國國民黨和親民黨也開始推動《公民投票法》。立法院最後在2003年11月通過《公民投票法》，但是由於其門檻過高使得法案實際運作並不可行，甚至由泛藍陣營推出的《公民投票法》又被稱作「鳥籠公投法」。但是有鑑於在第三次「核四公投，千里苦行」苦行結束後法案仍然獲得通過，而當時泛綠陣營在立法院內人數也尚未過半，林義雄決定將其重點放在逐漸朝向「誠信立國」的理念。
不過林義雄仍然批評公民投票的連署人數遠比中華民國總統候選人連署人數還要多出許多，並且表示：「國民黨主導通過對人民不公不義的《公投法》，應該盡力補正；行政院也應該有一個正確的態度，任何在立法過程未盡全力的政黨，都應該對人民有所交代。」 同時他計畫在12月12日時，帶領核四公投促進會志工前往中國國民黨中央黨部要求修正。而在2004年3月中華民國總統選舉開票後，支持連戰和宋楚瑜的泛藍陣營票數和支持陳水扁與呂秀蓮的泛綠陣營票數過於接近、而在臺灣社會引發爭議，對此林義雄出面公開呼籲中國國民黨和民主進步黨等政治人物不要繼續激化族群衝突；同時他也針對三一九槍擊事件發表了祈禱文：「每當我們有糾紛衝突的時候，祈求您賜給我們智慧，激情過後，能以無比的愛和寬容的心，拋棄心中的不安、不滿與怨恨，再一次溫暖地擁抱不同理想的同胞」

### 「誠信立國」

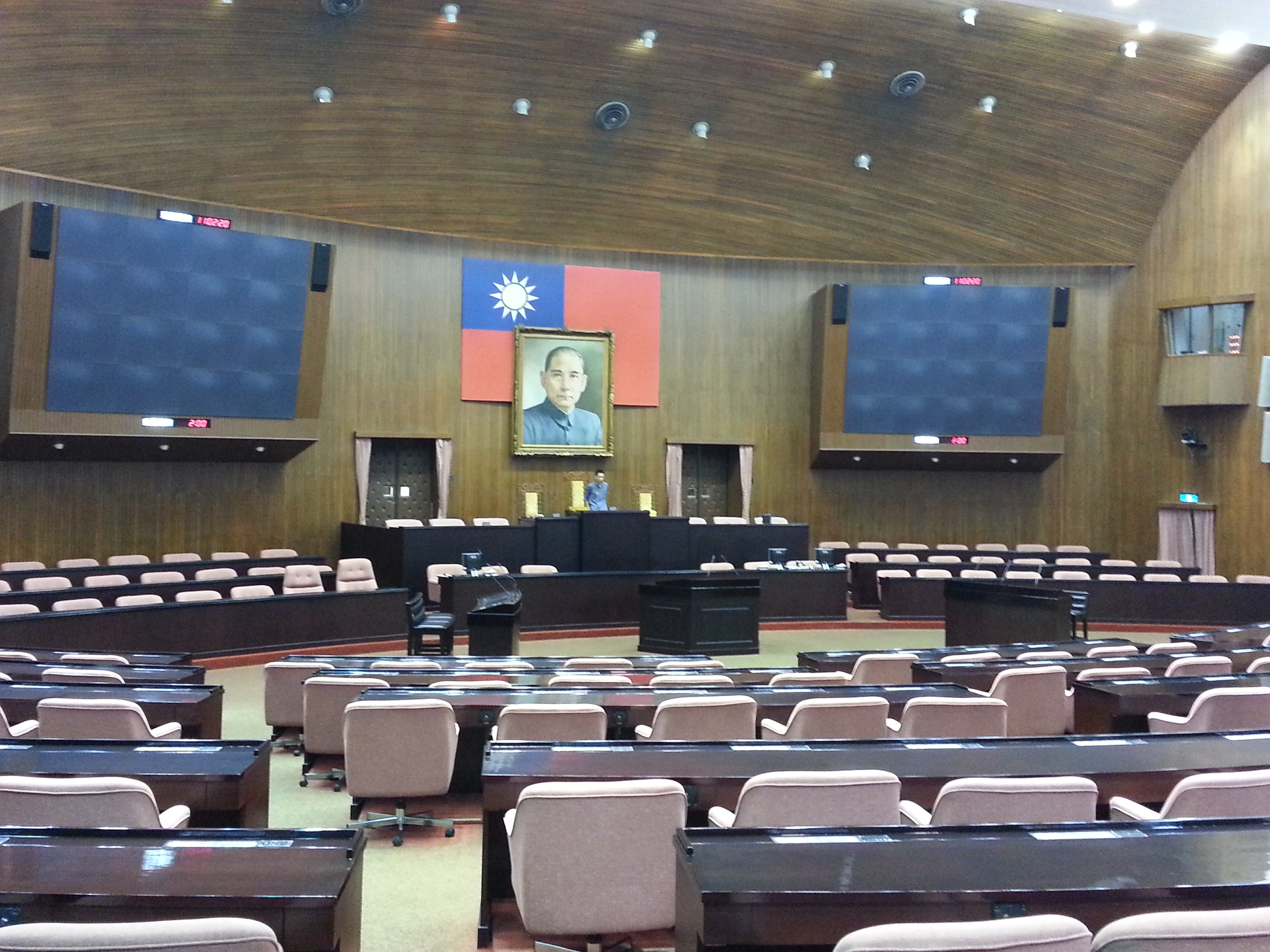
林義雄認為朝野政黨應該依照過去承諾而將立法委員席次減半。

早在2001年中華民國立法委員選舉時，朝野政黨便在選舉時先後把立法院席次減半作為政見；對此核四公投促進會早在2003年3月發起「誠信立國」行動，要求修正《公民投票法》以及立法委員席次減半落實諾言。而林義雄先是前往多次拜會各政黨主席，而為了推動立法院席次減半的政治改革而前往立法院發起長達19天的絕食靜坐，藉此也讓社會大眾開始關注立法院席次減半的議題。然而在這之前民主進步黨籍立法委員林濁水便直言立法院席次減半之改革行動純屬討好民粹、並不符合憲政學理也會扭曲民意，同時他也提到將立法院席次減半後將會造成民主進步黨往後難以掌握權力。2004年8月17日時，林濁水更呼籲林義雄「自我反省錯誤，不要反智、硬要推動這個傷害民主的制度」。
不過林義雄仍然召集核四公投促進會志工們在立法院外圍繞行、靜坐，期望自8月23日開始審議修憲的立法院能夠有所作為。8月25日立法院以200比1的得票數通過立法院席次減半修憲案，而林義雄在當天發表給民主進步黨全體黨員的公開信《克服挑戰，開創新局—敬致民主進步黨黨員同志》中則批評林濁水反對席次減半改革的言論，已經丟棄自己3年前競選立法委員時的承諾並且傷害民主進步黨一向擁有的改革進步形象。同時他也提到如果民主進步黨持續保持民主和樣貌的形象，即便是金馬地區人民和臺灣原住民都遲早會選擇民主進步黨提名的候選人。2005年5月中華民國舉辦國民大會代表選舉後，任務型國民大會代表複決通過《中華民國憲法》修正案，正式將立法院席次減半成為113席。
但是也由於多次對於民主進步黨施政提出意見，這使得其與時任中華民國總統的陳水扁關係極為謹慎，也由於改革理念使得其與民主進步黨高層逐漸遠離。2005年5月27日，林義雄接受《中國時報》記者何榮幸專訪時表示中華人民共和國是一個大國，臺灣是小國家且正在中國大陸旁邊，也因此中國大陸的各項政治、軍事、經濟運作都會影響到臺灣。對此他認為小國與大國互動最重要的是必須讓大國相信「你的存在不會妨礙它的利益」，讓大國能夠相信小國政治領導人和它的對應是真誠、這是互動良好的最基本前提。同時他也提到：「如果我們的政治領袖自作聰明，想要用一般國際政治經常有的爾虞我詐外交手段，我相信，最後逃不出大國的掌心，等於是自尋死路。」

### 主席選舉

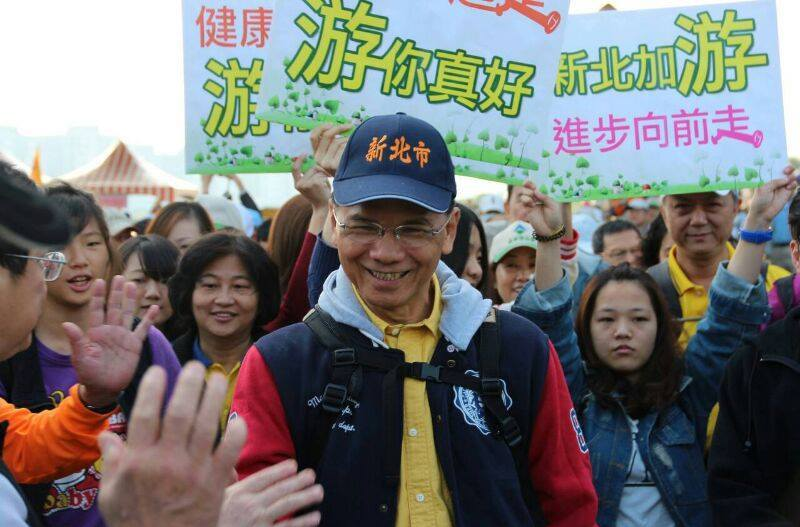
最後是由和林義雄同樣出身宜蘭縣的游錫堃贏得2006年民主進步黨主席補選。

2005年，民主進步黨主席蘇貞昌因為民主進步黨在2005年中華民國縣市長暨縣市議員選舉大敗後宣布請辭。在民主進步黨黨內氣氛低迷的情況下，許多人開始希望林義雄能夠重新擔任民主進步黨主席以重振士氣，陳水扁亦表示若其有意願的話也願意公開表態支持。但同年12月15日，林義雄罕見地召開2場記者會並且發表《致民進黨員同志公開信》與《致陳水扁總統公開信》。前者提到民主進步黨針對三合一選舉失利應當如何檢討，並且明確向全體黨員表態中華民國總統府或者民主進步黨高層不宜參選民主進步黨主席；後者則向中華民國總統陳水扁針對政府改組問題提出建議，並且呼籲曾經擔任中華民國總統、中華民國副總統、行政院院長、甚至有意參加2008年中華民國總統選舉者都不適合擔任新任民主進步黨主席，其中他表示：「本黨堪當重任之人才都已經擔任過行政院長，如果再就黨內同志挑選，似乎不能一新形象，對本黨發展前途並無助益。」
然而林義雄的聲明被視為針對當時擔任中華民國副總統的呂秀蓮和剛辭去中華民國總統府秘書長職位的游錫堃，並且隨即引起黨內部分人士的不滿。其中林濁水批評林義雄「既沒有討論，也沒有說明理由，也不必共識，大家聽我的」，而立法委員陳景峻則表示「條件說是林前主席的期待，但是我們黨章有黨章的規定」。另外對於林義雄批評參選將會對民主進步黨與臺灣未來無益、仍準備參選民主進步黨主席的游錫堃則回應：「他（林義雄）在擔任主席任內，我印象最深刻就是他的無私與承擔。要參選主席，該走就走；對於忠於職務，勇於承擔；未來我會秉持這樣的原則，繼續走下去。」
不過林義雄在發表聲明的同時也提到：「自從2000年黨主席任滿後，我就計畫適時退出本黨，致力於文教事業。可是一方面由於難以割捨同志之情，另一方面本黨主持新政府也未見順利，所以遲疑至今。」而林義雄在過去也多次因為政府推動核四公投不力而思考過退黨問題，此外許多民主進步黨高層由於擔憂林義雄退黨後引起的政治風暴而積極與其溝通。而在林義雄試圖要求陳水扁介入勸退游錫堃參與2006年民主進步黨主席補選無效後，民主進步黨黨內便擔憂如果公開信未獲具體回應、而勸進人選都不願意投入民主進步黨主席選舉時，林義雄可能在第一時間以退黨明志。之後林義雄則表態支持退出新潮流系的前彰化縣縣長翁金珠與蔡同榮、游錫堃等3人競選，但是翁金珠在民主進步黨主席補選中只拿下不到10%的選票，最後仍然敗給陳水扁支持的主流派候選人游錫堃。

### 退出民進黨

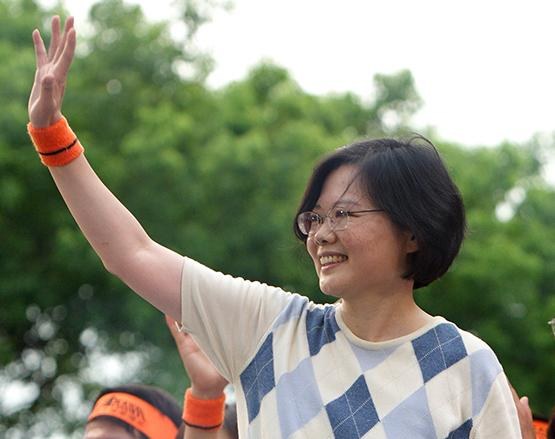
林義雄於2005年一度退出政壇後，在2008年時則出面勸進蔡英文參選民主進步黨主席。

由於和執政主流派疏遠的林義雄其所支持的翁金珠未能夠當選民主進步黨主席，這加速不滿民主進步黨執政表現、其意見又未獲得民主進步黨高層採納的林義雄選擇離開民主進步黨。實際上林義雄在勸進翁金珠時便表示如果不成功的話將會選擇退黨，而當時民主進步黨黨內也有許多人擔憂認為結果不理想的林義雄會有後續行動。之後林義雄先發表一封公開信，說明中華民國總統與行政院院長間的互動關係。而在蘇貞昌與游錫堃即將分別上任行政院院長和民主進步黨主席前夕，林義雄在2006年1月24日發表公開信《永為民主國家主人－為退出民主進步黨告同志書》正式退出民主進步黨，並且表示希望成為「超然的民主國家主人」而不再附屬於任何政黨。其中林義雄在公開信中還批評選舉造成臺灣族群更的對立，而他已經無意從事政黨事務引此對於其來說是否為民主進步黨黨員已經沒有任何意義，這也讓林義雄成為繼施明德、許信良後第三位退出民主進步黨的前民主進步黨主席。
在這之後林義雄恢復了民間人士的身分，並且與民主進步黨斷絕了絕大部分關係。同年9月28日陳水扁參加民主進步黨創黨20周年黨慶致詞時，便表示民主進步黨是臺灣第一個自由多元的民主政黨，由於不同意見和主張能夠被提出討論使得民主進步黨能夠不斷進步，而此舉也被認為是要和林義雄修復關係。實際上林義雄退離民主進步黨後隨即引起黨內擔憂發生退黨潮的情況，而之後民主進步黨也不斷與過去成員接洽以強化自身實力。而在前民主進步黨主席施明德發動百萬人民倒扁運動後，林義雄在和時任行政院院長的蘇貞昌會面時便表示不會參與行動，同時也拒絕了施明德陣營希望拉攏其參加行動。不過在民主進步黨內雖然有許多聲音希望林義雄能夠重新領導民主進步黨，以繼續為深化臺灣民主而努力；但是也有一部分認為與其讓林義雄成為政黨惡鬥的犧牲者，反而讓其回歸民間更能夠發揮許多作用。
在2006年9月29日，林義雄接受日本《產經新聞》訪問時表示2000年被人民高度期待的民主進步黨已經令人民失望，但是「今後走正確的方向仍然有機會挽回劣勢」；同時林義雄表示中國國民黨獨裁統治下的臺灣出現民主化和人權這兩股潮流權，而民主進步黨為此提供相當的貢獻並且受到社會支持，但是在轉而成為執政黨後並沒有因而讓民眾感到實現理想。不過有鑒於對中國國民黨掌握立法院多數的憂慮，使得林義雄對於2006年12月舉辦的2006年中華民國直轄市市長暨市議員選舉上仍表態支持民主進步黨提名的臺北市市長候選人謝長廷、高雄市市長候選人陳菊等友人，並且認為民主進步黨相對來說仍然是具有進步價值的政黨。2008年時林義雄則決定出面勸進蔡英文參選民主進步黨主席，並且亦呼籲民眾支持2008年台灣入聯公民投票和2008年台灣返聯公民投票。

## 退黨後

### 政治議題

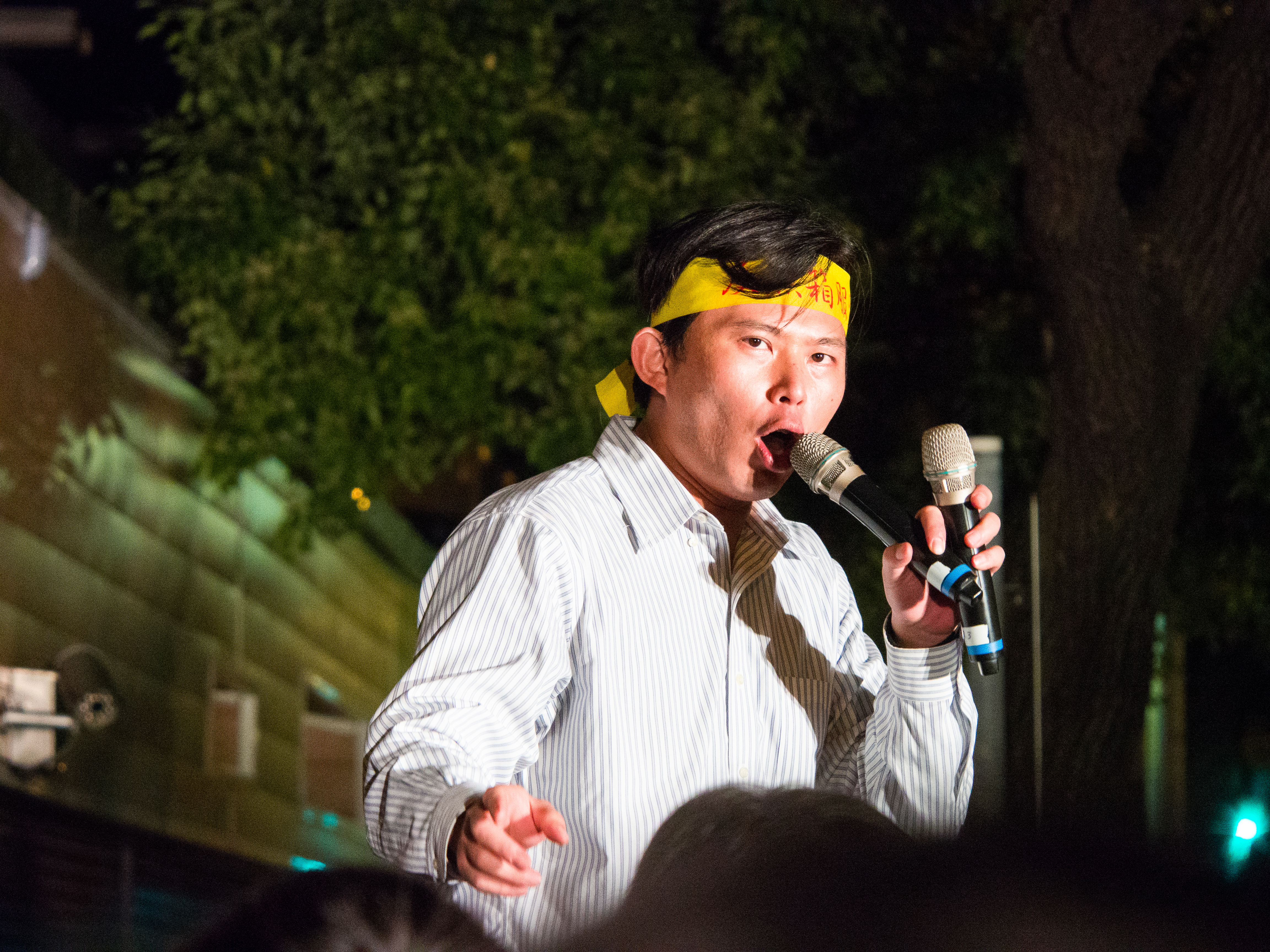
林義雄曾和黃國昌、林峯正討論籌組政團。

在《公民投票法》於2003年制定後，林義雄認為門檻過高反而限制人民權利，因此開始要求修正《公民投票法》。其中曾經擔任核四公投促進會執行委員的陳麗貴便表示：「他覺得說應該是人民要有足夠的力量、足夠的意識去監督政府。」2013年2月28日，台灣基督長老教會義光教會舉辦林宅血案33週年追思禮拜，而林義雄在禮拜後接受採訪時提到立法院制定的《公民投票法》採取非常不合理的嚴苛規定，這讓公投「很難舉行，舉行了也通不過、也不可能通過」。同時他提到《公民投票法》在立法10年來除了中華民國總統、中國國民黨與民主進步黨外並沒有民間團體有能力提出公民投票議案，而由中華民國總統、中國國民黨與民主進步黨的公民投票提案也未曾通過。
同年7月4日時，林義雄則成立了人民作主教育基金會並且由其擔任董事一職，而林義雄的幕僚之一、紀錄片導演陳麗貴則擔任了首任董事長，其中人民作主教育基金會主張修改《中華民國憲法》、補正《公民投票法》以及修正《公職人員選舉罷免法》等目標。而到了8月2日，核四公投促進會執行長葉博文則轉述林義雄的談話，表示如果《公民投票法》不合理修正的話將會使得公民投票沒有任何意義。同時再度提到依照目前《公民投票法》辦理公民投票的話，「若不是政治人物的政治遊戲，就是在開人民玩笑」，並且認為馬英九政府應該馬上停止繼續興建核電廠的計畫。
另外不滿民主進步黨在民主深化、社會進步追求上沒有重大表現而感到失望的林義雄，仍然繼續與學術界、公民團體保持互動。在2014年年初時，他和中央研究院副研究員黃國昌、前民間司法改革基金會執行長林峯正密集討論籌組政團。其中新政黨計畫發展成為臺灣第三大政黨、並且在2016年時推舉不分區立法委員候選人，然而民主進步黨籍立法委員則擔心這將導致在野本土力量分散。之後黃國昌先是在Facebook上成立公民組合，在同年3月9日由平路、林世煜、林峯正、范雲、黃國昌、楊宗澧、蔡培慧等人共同發表《快樂參政》宣言。之後雖然兩度遭到中華民國內政部退回申請，最後仍於7月9日獲得同意其社團法人之辦理。其中公民組合計畫與全國公民和團體建立關係與進行互動，並且希望能夠邀請更多公民一起積極參與政治行動。

### 核四議題

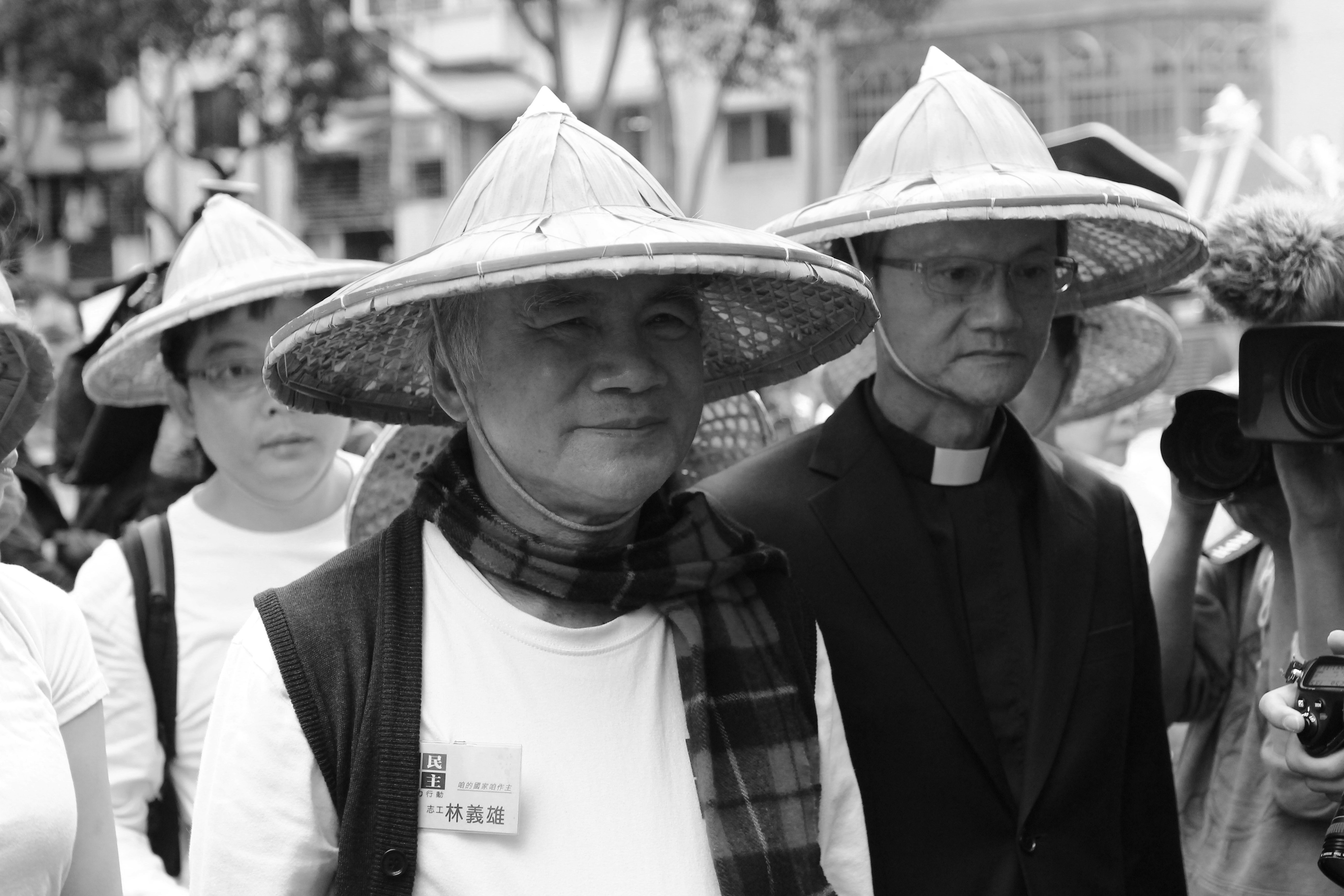
林義雄為了表達要求進行核四公投之主張，準備進入台灣基督教會義光教會展開無限期絕食。

2014年4月15日，林義雄宣布將以無限期絕食的方式呼籲馬英九政府停止興建位於新北市貢寮區的龍門核能發電廠，其中他提到：「核四爭議不單是要不要電的問題，更是要不要命的選擇。」隨後這引起政界討論以及反核團體聲援，其中民主進步黨為支持林義雄行動而提出《核四公投特別條例》，期望能夠藉此處理核四公投問題。而行政院院長江宜樺則表示林義雄是受人敬重的政治前輩，期待林義雄的家人和朋友能勸告他不要用自我傷害的方式來促使別人採取特定訴求，不過他也拒絕了民主進步黨提出的《核四公投特別條例》。公投護台灣聯盟總召集人蔡丁貴則號召群眾在4月22日趁著立法院召開院會期間包圍立法院聲援林義雄的絕食行動，而反核團體共同組成的全國廢核行動平台也於4月21日召開記者會、宣佈將會展開一系列聲援行動。
4月22日，林義雄開始在臺北市的台灣基督教會義光教會展開無限期絕食。當天行政院院長江宜樺前往台灣基督教會義光教會探視絕食中的林義雄、並在留言本上留言，民主進步黨籍立法委員陳歐珀也在立法院議場內同步絕食聲援。而在立法院青島東路側聲援林義雄無限期絕食行動的群眾則在晚間與警方發生衝突，蔡丁貴、王奕凱、黃燕茹、黃國揚等9人因為試圖翻越和移除拒馬而遭到逮捕。3月13日時，時任中華民國總統的馬英九前往探視但雙方並未見面，馬英九留下問候信請求台灣基督教會義光教會代為轉交後離開，在卡片上表示：「懇請您保重身體，我願代表政府對您承諾，核四經國內外專家嚴格安檢完成後，交由全民公投來決定它的未來。」而對此前中華民國總統李登輝則表示林義雄應該與馬英九會見，如此才能夠了解並且解決問題。
為了呼應林義雄反對龍門核能發電廠展開的絕食行動，主張停止興建龍門核能發電廠、並且由民眾掌握政治權力的廢核團體與公民社團接連佔領忠孝西路和凱達格蘭大道。時任民主進步黨主席的蘇貞昌開始到處會面以尋求停建方案共識，而部分中國國民黨成員也接連發表聲援意見。在社會廣泛發起抗議行動以及各方輿論壓力之下，執政的馬英九政府與中國國民黨在4月27日做成「核四一號機不施工、只安檢，安檢後封存；核四二號機全部停工」、「行政院承諾儘速承諾召開全國能源會議，以確保未來供電無虞」兩點共識。到了4月30日時林義雄發表公開信，表示由於「核四既已決定停工，只要不再復工，那麼『停建核四』已不是議題」而宣佈停止絕食行動。

### 其他行動

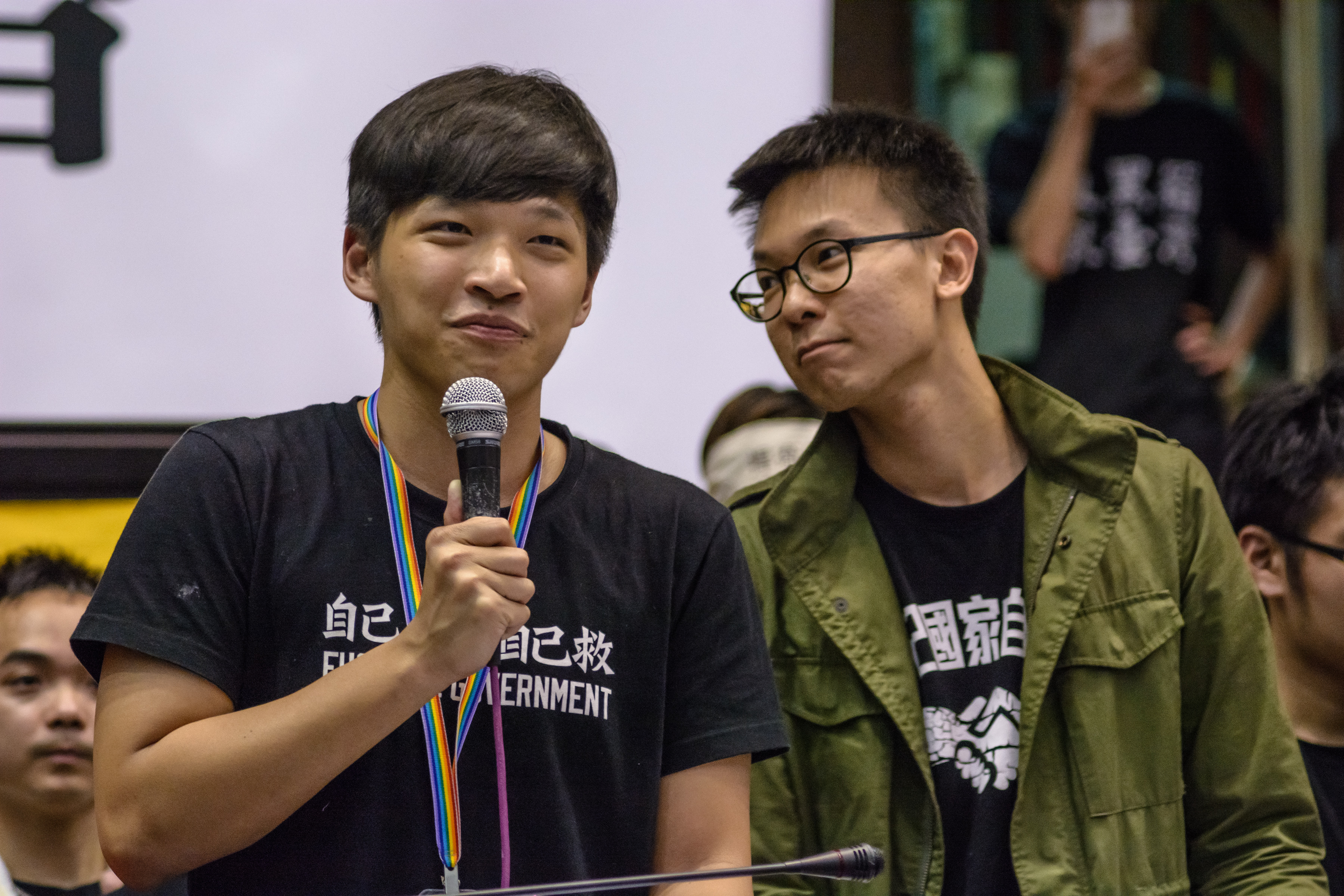
太陽花學運發生後林義雄亦前往立法院靜坐聲援。

2008年9月21日，林義雄在與民主進步黨宜蘭縣黨部黨員對談時提到臺灣的問題在於文化基礎不夠。2009年年底舉辦縣市長暨縣市議員選舉，林義雄和謝長廷、呂秀蓮以及當時已經擔任民主進步黨主席的蔡英文等人一起全力為民主進步黨候選人助選。而根據民主進步黨任務分配，游錫堃與林義雄主要負責宜蘭縣長候選人林聰賢的助選活動，最終幫助林聰賢擊敗呂國華成功當選。另外在2008年中華民國總統選舉和2012年中華民國總統選舉期間，也都有傳出支持林義雄參選中華民國總統的意見，但是之後都沒有實際行動。而在2014年3月18日在發生由大學學生與社會運動團體主導的太陽花學運後，3月29日時林義雄也前往立法院議場外靜坐並且表示將會持續至學生運動結束為止。
另外在2013年2月林義雄發表的著作《只有香如故：林義雄家書》中提到2位同性戀伴侶要共同生活、收養子女都無須加以阻止，不過同性戀要共同生活最好另外訂定新名稱、制定新法律來規範新型態結合，不必與傳統男女婚姻混淆。同時他也提到：「我們雖然無法了解同性何以會相戀到需要肉體的互慰，但卻應該把它當成是兩人之間的私事而加以尊重。」不過這番言論卻使得同志人權法案遊說聯盟在3月5日召開記者會回應林義雄看法，其中施明德文化基金會執行董事陳嘉君提到很遺憾林義雄像他過去提倡「國會席次減半」一樣誤判問題本質，希望林義雄別再誤導改革方向。而台灣伴侶權益推動聯盟執行長許秀雯則說林義雄以「傳統」為由認為婚姻是專屬異性戀的制度，並且主張以新名稱、新法律來規範同性戀伴侶的生活，認為這完全忽略制度沒有看見多元性別而造成的排除和歧視。另外睿波國際創辦人沈盈君則呼籲林義雄應該不斷進化其思想，而不是繼續宣稱「把人分為兩類」的假民主。

## 影響

### 人物評價

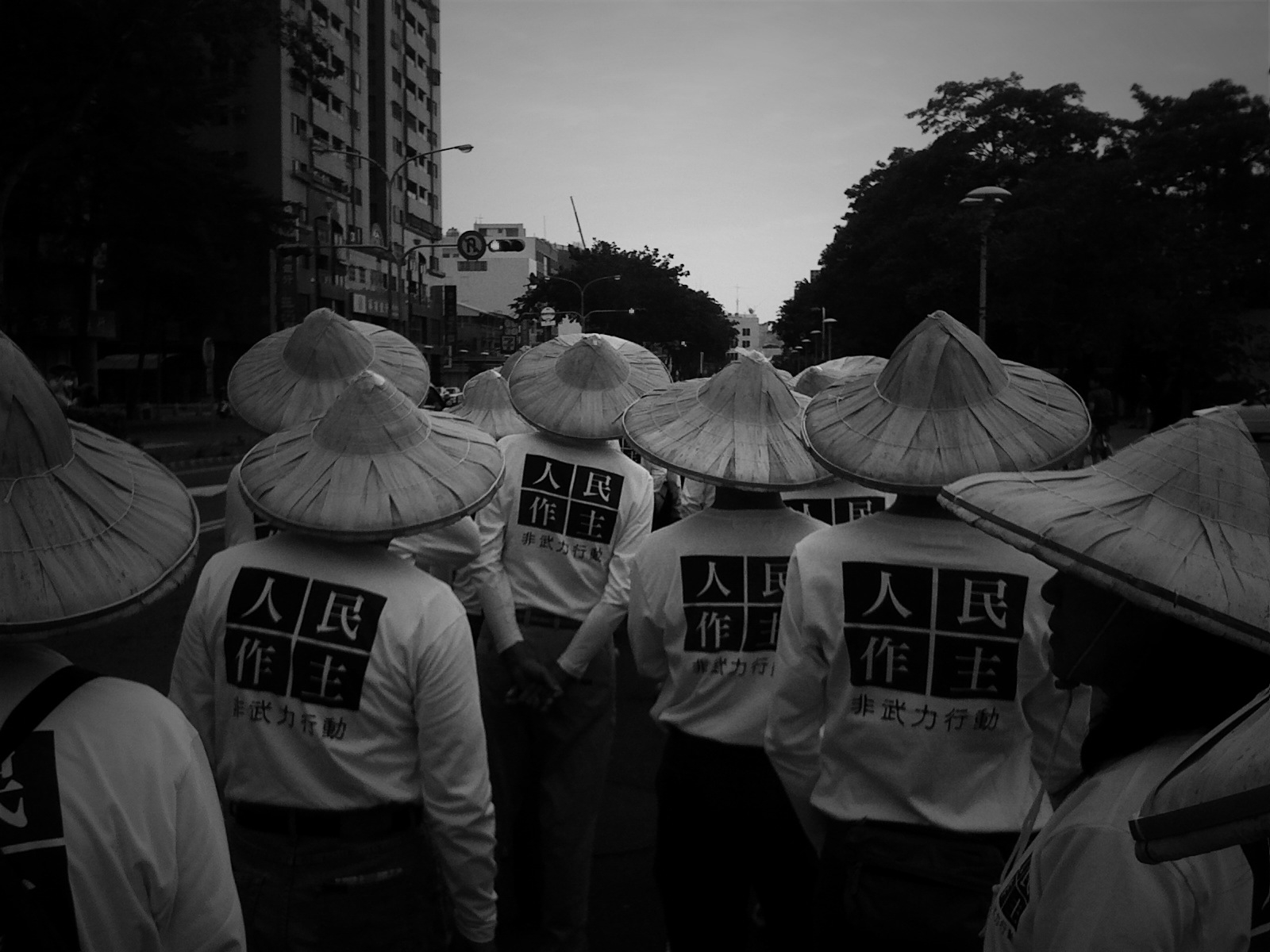
2009年時延續過去精神進行的人民作主運動。

2000年12月林義雄獲得和平扶輪社頒贈第二屆和平成就獎，並且入選《天下雜誌》紀念出刊200期所進行的影響200專輯。2001年2月，他更進一步獲頒韓國東亞大學榮譽政治學博士學位。2003年6月時林義雄則接受台南神學院人文學榮譽博士學位，並且發表《慈悲、希望、愛》答謝詞。而陳水扁就任中華民國總統後的著作《世紀首航：政黨輪替五百天的沉思》中，特別感謝包括李登輝、黃信介、林義雄、李鴻禧和李遠哲5位對他人生具有深遠影響的師友，其中林義雄章節的標題即為「人格典範林義雄」。2013年9月29日，《台灣演義》在紀錄片中形容其為「足為藍綠陣營楷模的政黨主席」。而《財訊》雜誌則是在出刊40周年人物評選上提到：「林義雄在人生道路上的悲憫際遇，與其政治道路上追求真理的堅持性格，讓他在台灣政壇等同於印度聖雄甘地的地位，備受尊崇，更樹立了反對運動的典範。」
其中如同苦行僧般頂著斗笠、身穿印有「核四公投」字樣T恤般的模樣，成為林義雄投入社會運動後最為人熟知的樣子。由於林義雄在政壇上樹立了鮮明的高道德以及堅持樸實風格的形象，並且隨時對政府作為保持警戒而不參與權力運作，甚至因為愛與非暴力的抗爭模式和要求政治誠信而贏得「人格者」、「聖人」等稱號。其中陳水扁則提到林義雄從早年黨外運動時期到民主進步黨執政時，始終是人格、品德、操守、堅持理想的「完人」。而雖然林義雄在陳水扁執政後長期因為改革理想而與民主進步黨高層逐漸遠離，然而由於其被民主進步黨基層選民視為「人格者」的形象，這使得民主進步黨曾經擔憂在其退黨之後引起退黨潮的情況，甚至高層希望能夠打消林義雄退黨的想法。
而社會運動人士葉虹靈則表示由於林義雄正直的作為，使得從過去到現在以「人格者」的形象而深受社會敬重，同時認為其致力關懷公共事務的身影已經是臺灣的重要資產。另外民主進步黨籍立法委員李昆澤認為一生以建立民主制度為價值的林義雄，其對於臺灣民主最大的貢獻就是因為「林義雄是林義雄」，並且是臺灣民主發展史上付出最大代價的代表人物。而國立中山大學政治學研究所廖達琪則提到：
|          | 林義雄走來的這個風格，走人跡罕至路線的這種風格，在臺灣社會非常難得，也非常值得珍惜。他今天所有在社會上取得的尊重、還有樹立的典範，都是因為他忍受寂寞，不直接跳入權力場裡面去和。 |
| ——廖達琪 | |

### 作為評論

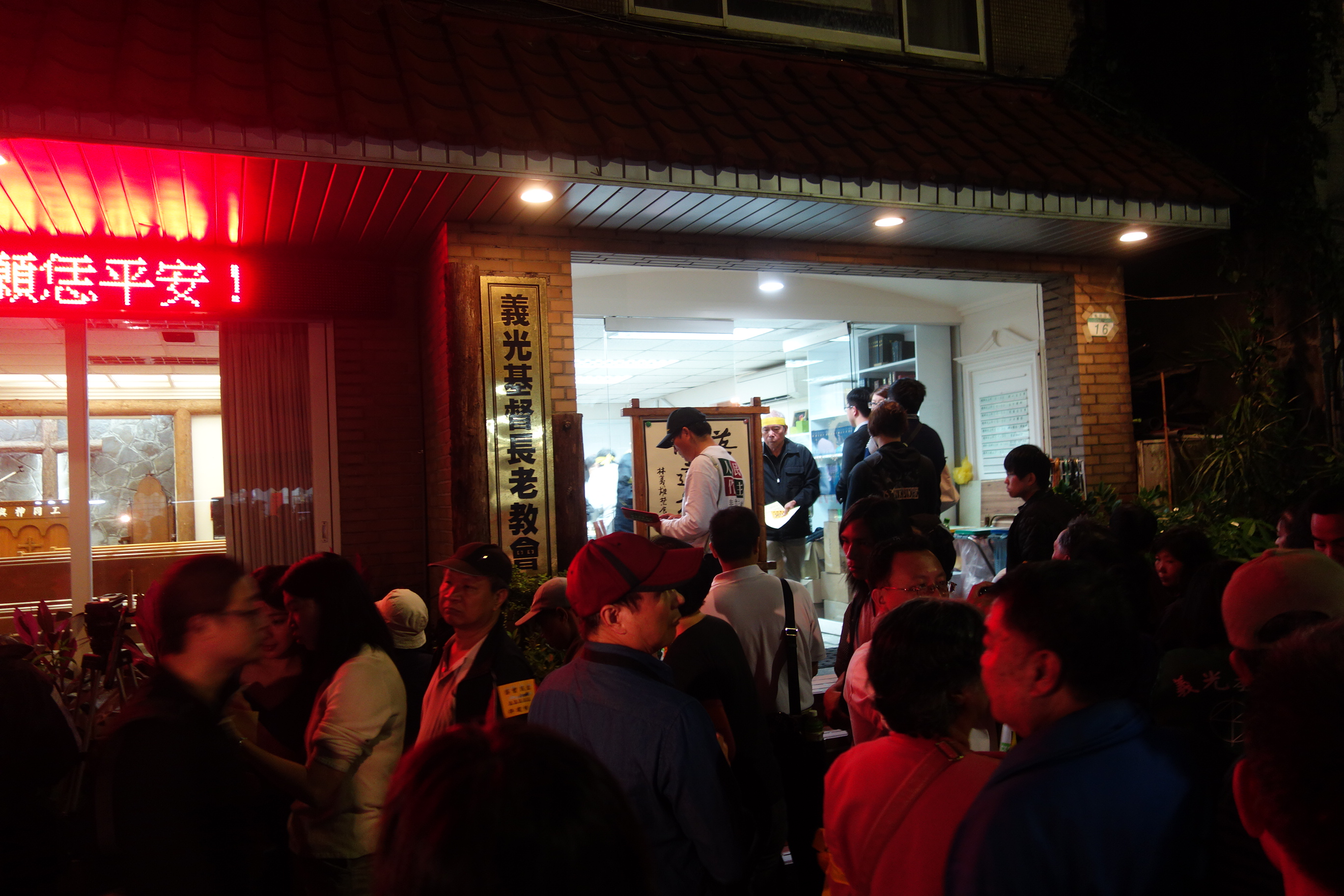
2014年4月24日，群眾聚集在義光教會前參加「一人一叩，守護生命」活動。

林義雄是民主進步黨自1986年創黨以來首位由黨員直選的民主進步黨主席，但是他和施明德是唯一兩名曾任民主進步黨主席、後來退出民主進步黨而沒有重新加入者。在《新台灣新聞週刊》評論中提到儘管民主進步黨在1999年5月9日進行的第八屆第二次全國黨員代表大會通過《臺灣前途決議文》，已經變相承認了中華民國體制；但是由於當時民主進步黨主席林義雄過去曾撰寫《台灣共和國憲法》，因此沒有人懷疑林義雄的臺灣獨立運動立場有所改變。而林義雄用心推動《臺灣前途決議文》的主要目的便是為了能夠促進陳水扁參選中華民國總統的選情，也為解決「體制內改革」與「體制外革命」的矛盾並且爭取中間選票，因為這一大戰略成功使得陳水扁在選戰贏得勝利，進而促成中華民國首次政黨輪替。
其中林義雄主張「事人如天」的態度來推動民間運動，認為隨時要對人民保持尊敬、感恩、想要報答的心情。其中林義雄在1979年擔任臺灣省議會議員時期，便在總質詢時表示「民眾總是比一般政客所想的更接近真理」；而在立法院依照民意通過立法院席次減半的修憲案後，林義雄則表示「人民的聲音終於讓政治人物感受到一點點的壓力」，並且不為此居功。而核四公投促進會執行委員施信民表示林義雄的訴求一方面希望民眾面對公共議題可以更積極，另外一方面希望政府能夠落實民主體制與精神、用合理的公投讓人民的聲音被體現。另外在1994年林義雄參選民主進步黨黨內中華民國總統初選時，在其日記上則提到：「政治可以很粗俗，很骯髒；政治也可以很高尚，很潔淨。政治人物可以做秀、浮誇、爭權奪利；政治人物也可以誠懇、踏實、犧牲奉獻。」
不過林義雄一些主張和作為也引來批評，這包括有國會席次減半造成的窘境和絕食要求龍門核能發電廠停止興建等問題。其中民主進步黨重要人物辜寬敏也指稱，2000年民主進步黨剛執政時政權仍不穩定，林義雄卻提出廢除龍門核能發電廠議題導致政局完全亂掉，之後推動立法院席次減半更造成中國國民黨獲得立法院4分之3席次的情況；對此他認為，林義雄是「人格者」、但缺乏神經且沒有「政治sense（判斷）」。而政治學學者施正鋒則諷刺，2004年，有「林聖人」之稱的林義雄推動國會席次減半，結果衍生很多問題。不過，政治評論家陳茂雄則說：「有關目前立委選舉制度問題，有少數民進黨人士將這個責任推給林義雄，這才真正卑鄙無恥。林義雄只要求國會議員減半，從未提過立委選舉制度。」
另外一方面，林義雄以絕食作為反對方式，也引來許多批評意見。不過實際上在眾多主張反核的政治人物中，林義雄由於不重視選票而成為突出人物，並且曾表示透過絕食和苦行能夠讓人理解反核人士的決心。而政治評論家曾柏文則認為，林義雄的絕食成為反核運動的前鋒並且提出最理想的訴求，而在以生命作為代價的同時促使許多反核團體共同發展成為網絡並且發動一系列有影響力的抗爭，並且把對林義雄的心疼轉化成社會對核能發電安全的注目、催促執政當局正視面對。

## 參看
- 公民組合
- 牽阮的手

## 外部連結
- （繁體中文） 慈林教育基金會 （页面存档备份，存于）
  - 慈林教育基金會的Facebook專頁

| 政党职务      | 政党职务                                          | 政党职务      |
| ------------- | ------------------------------------------------- | ------------- |
| 民主進步黨    |                                                   |               |
| 前任： 許信良 | 民主進步黨主席 第八屆 1998年7月18日—2000年4月20日 | 繼任： 謝長廷 |